# Lunchbox
«Lunchbox» — другий сингл з дебютного студійного альбому гурту Marilyn Manson Portrait of an American Family. «Lunchbox» містить семпл з пісні «Fire» гурту The Crazy World of Arthur Brown.
Трек написано під впливом законопроєкту 1972 р., який забороняв металеві валізки для сніданків, через те, що школярі використовували їх як зброю. Менсон також заявив, що на написання тексту його надихнула розповідь Ніккі Сікса (бас-гітариста Mötley Crüe).

## Відеокліп
Режисер: Річард Керн. Це відео — одне з чотирьох, де присутній Менсон без гриму (інші три: «Get Your Gunn», «No Reflection» та «Man That You Fear»). У кліпі гурт виступає на скейтинг-ринку, паралельно діти чіпляються до хлопчика, який потім повстає, стриже своє волосся та починає мріяти стати рок-зіркою. Наприкінці відео він приносить валізку для сніданків до скейтинг-ринку, дає її Менсону, котрий потім її підпалює.

## Список пісень
Американський CD-сингл
1. «Lunchbox» — 4:34
2. «Next Motherfucker» (Remix) — 4:48
3. «Down in the Park» (кавер-версія пісні Ґарі Ньюмана) — 5:01
4. «Brown Bag» (Remix) — 6:19
5. «Metal» (Remix) — 5:25
6. «Lunchbox» (Highschool Drop-outs) — 4:35

Американське промо-видання
1. «Lunchbox» (High School Dropouts) — 4:39
2. «Lunchbox» — 4:34
3. «Down in the Park» — 5:01